# San Fernando (Tamaulipas)
San Fernando è una municipalità dello stato di Tamaulipas, nel Messico centrale, capoluogo della omonima municipalità.
Conta 57.220 abitanti (2010) e ha una estensione di 6.922,78 km².
Il paese deve il suo nome a Ferdinando III di Castiglia, santo della Chiesa cattolica.